# Breonia
Breonia là một chi thực vật có hoa trong họ Thiến thảo (Rubiaceae).

## Loài
Chi Breonia gồm các loài: